# Chicken Garlic Steakのサタデーモーニング♪
『Chicken Garlic Steakのサタデーモーニング♪』（チキンガーリックステーキのサタデーモーニング）はラジオ大阪で2015年10月3日から2016年3月26日まで、毎週土曜日の8:00 - 9:00に放送されていたラジオ番組である。

## 出演者
- パーソナリティ：Chicken Garlic Steak
- アシスタント：田中愛